# Publius Pomponius Secundus
Publius Pomponius Secundus (vollständiger Name eventuell Publius Calvisius Sabinus Pomponius Secundus) war ein römischer Senator, Feldherr und Dichter von Tragödien im 1. Jahrhundert während der Herrschaftszeiten von Tiberius, Caligula und Claudius.

## Leben
Pomponius wurde etwa zu Beginn des 1. Jahrhunderts geboren. Im Jahr 31 wurde er nach dem Sturz Sejans als an dessen Verschwörung beteiligt vom ehemaligen Prätor Considius Proculus angeklagt, aber nicht verurteilt. Im Gegenzug erreichte im Jahr 33 Pomponius’ Bruder Quintus die Verurteilung und Hinrichtung des Considius. Publius Pomponius Secundus wurde offenbar nach dem Herrschaftsantritt Caligulas aus siebenjähriger Haft entlassen. Er wurde unter Claudius im Jahr 44 Suffektkonsul. Im Jahr 47 rügte der Kaiser, dass Pomponius im Theater ausgebuht wurde.
Einige Jahre später, 50/51, war Pomponius Statthalter von Germania superior. In diesem Amt führte er einen von Tacitus beschriebenen erfolgreichen Feldzug gegen den germanischen Stamm der Chatten, bei dem nach vierzig Jahren Gefangene aus der Varusschlacht befreit wurden. Pomponius erhielt für seinen Erfolg die ornamenta triumphalia.
Pomponius war mit Plinius dem Älteren befreundet, der auch eine heute verlorene Biographie über ihn verfasste.
Tacitus lobt neben der vorbildlichen Persönlichkeit des Pomponius vor allem dessen lang andauernden literarischen Ruhm. Quintilian bezeichnet ihn als den besten zeitgenössischen Tragödienautor. Allerdings war Pomponius schon zu Lebzeiten nicht unumstritten. So stritt er sich mit Seneca, der ebenfalls Tragödien verfasste, über sprachliche Fragen. Laut dem jüngeren Plinius ließ er mitunter das Publikum über die Beibehaltung oder Streichung einer Stelle in seinen Stücken entscheiden.
Die Werke des Pomponius sind bis auf wenige Fragmente verloren. Als Titel seiner Tragödien sind Aeneas und Atreus überliefert.